# آسا بیگز
آسا بیگز (به انگلیسی: Asa Biggs) سناتور سابق عضو حزب دموکرات ایالات متحده آمریکا بود. وی در سال ۱۸۵۵ تا ۱۸۵۸ میلادی سناتور ایالت کارولینای شمالی در سنای ایالات متحده آمریکا بود.